# 기게스 (리디아)

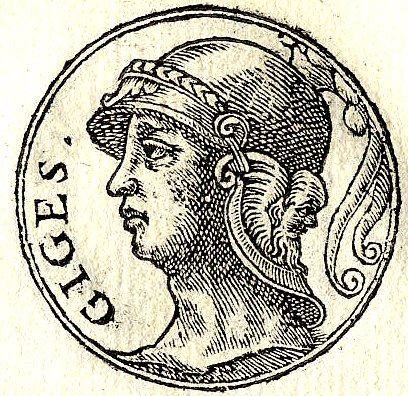

기게스(Gyges, 그리스어: Γύγης, 재위 38년)는 리디아의 세 번째 왕조인 메름나다이 왕가의 창시자이다. (아시리아의 비문에는 루두의 구구(687-652 BC 또는 690-657 BC) 라고 불렸다.)

## 즉위과정
헤로도토스가 인용한 시인 아르키로코스의 기록에 따르면 기게스는 다스퀼로스의 아들로 당시 리디아의 왕 칸다울레스의 경호원이었다. 그러던 어느날 칸다울레스가 자신의 왕비의 미모를 확인시켜주겠다는 명목으로 기게스에게 왕비의 침실을 훔쳐볼 것을 지시했고, 이 사실이 왕비에게 들키게 된다.
왕에게 모욕을 받은 왕비는 기게스를 몰래 부른뒤 기게스에게 기게스 본인이 죽을건지 아니면 칸다울레스 왕을 죽이고 리디아의 왕좌를 차지할 것인지를 강요했고, 기게스는 왕의 암살에 동참해 침실해서 자고 있던 칸다울레스왕을 암살하고 왕위에 오른다.
칸다울레스의 암살에 사람들의 반발이 있었지만 기게스는 델포이에서 예언자 퓌티아가 기게스에게 유리한 신탁을 해주서 반발을 무마했고, 기게스는 이에 대한 보답으로 상당량의 은으로 된 공물과 무게가 30달란톤(720kg)이나 되는 금으로 된 6개의 krater 항아리 등을 바쳤다. 후대에 이 공물들은 기게스의 이름을 따서 귀가다스(gygadas)라고 불렸다.

## 재위
그는 수도를 히데에서 사르디스로 옮겼다. 킴메르가 리디아의 도시들을 약탈하였지만 사르디스는 예외였다. 기게스는 이집트로 방향을 바꾸어 충성스러운 카리아 군대를 이오니아 용병과 함께 프삼티크를 도와 아시리아의 멍에를 흔들어 벗게하였다. 기독교의 일부 성경학자들은 리디아의 기게스가 성경의 마고그의 지배자 고그라고 생각한다.
그렇게 38년을 통치하다가 그의 아들 아르디스 2세에 왕위를 물려준다.

## 작품

### 기게스와 그의 반지
기게스와 그의 반지(Gyges und sein Ring, 1853년)는 헤벨의 만년 희곡이다.
친우로부터 그리스의 칸다울레스와 기게스에 관한 이야기를 듣고, 자기 스스로도 헤로도토스의 기록과 플라톤의 <국가론>을 읽은 후 저작에 착수하였다. 전자로부터는 작품의 주된 줄거리를 후자로부터는 사람의 모습을 안 보이게 하는 이상한 마력을 지닌 반지의 이야기를 소재로 삼고 있다. 칸다울레스왕(王), 절세의 미인 로도페 왕비(王妃), 왕명에 의해 마법의 반지를 이용, 왕비의 방에 침입해서 그녀의 아름다운 나신(裸身)을 엿본 기게스 청년이 주역으로 등장한다. 기게스는 왕비에 대한 연정과 천한 자기 행동, 사건을 안 왕비는 자기 남편에 대한 불신과 사랑의 갈등으로 괴로워한다는 비극이다. 여성을 하나의 물건으로 취급하던 시대의 여성 비극을 주제로 하였다. 그러나 정묘한 심리묘사는 여성을 우아하고 청순한 존재로 승화시키고 있다.

## 같이 보기
- 기게스의 반지